# Килмессан
Килмессан (англ. Kilmessan; ирл. Cill Mheasáin) — деревня в Ирландии, находится в графстве Мит (провинция Ленстер).

## Демография
Население — 341 человек (по переписи 2006 года). В 2002 году население составляло 292 человек. 
Данные переписи 2006 года:
| Общие демографические показатели |               |                               |                               |      |      |
| Всё население                    | Всё население | Изменения населения 2002—2006 | Изменения населения 2002—2006 | 2006 | 2006 |
| 2002                             | 2006          | чел.                          | %                             | муж. | жен. |
| 292                              | 341           | 49                            | 16,8                          | 169  | 172  |